# ست-ایل، کبک
ست-ایل (به فرانسوی: Sept-Îles) شهرکی در منطقه شهری ست-ریوییر ناحیه کوت-نور در استان کبک کانادا است. در سرشماری سال ۲۰۱۱ این شهرک ۲۵٬۲۷۶ نفر جمعیت داشته‌است و مساحت آن ۱٬۹۶۹٫۴۲ کیلومتر مربع است.